# Alternate Histories
Alternate Histories (en español, Historias alternativas) es el decimoséptimo episodio de la primera temporada de Love, Death & Robots. Es el episodio número 17 de la serie en general. Está basada en la historia corta Missives From Possible Futures #1: Alternate History Search Results de John Scalzi. El episodio nos presenta Multiversidad, una aplicación que permite modificar cualquier evento histórico y presenciar una simulación virtual de como cambiaria la historia, el episodio se centra en 6 situaciones alteradas a partir de la muerte de Adolf Hitler, cada una más absurda que la anterior. Se estrenó el 15 de marzo del 2019 en Netflix

## Argumento
El episodio inicia con una voz guía presentándonos Multiversidad, una aplicación que te permite modificar cualquier evento histórico y presenciar una simulación virtual de cómo cambiaria la historia. La voz guía nos presenta cómo funciona la aplicación, presentándonos 6 situaciones alteradas a partir de la muerte de un joven Adolf Hitler, mucho antes de convertirse en un tirano.

### Asesinado durante una pelea en las escaleras de la Academia de Bellas Artes
Hitler irrumpe por las puertas de la Academia de Bellas Artes de Viena. Mientras baja los escalones hacia la acera, accidentalmente choca con una niña judía. Hitler deja caer su obra de arte cuando cae de cabeza sobre el pavimento. Enfurecido, Hitler se levanta y lanza una diatriba llena de odio. Agarra la oreja de la niña y la abofetea. Pero justo cuando está a punto de abofetearla por segunda vez, dos hombres judíos armados con armas cuerpo a cuerpo aparecen por detrás y caminan directamente hacia él. Al darse cuenta de que está superado, procede a golpear nerviosamente a la menor en la cabeza. Inesperadamente, la niña saca una navaja de su bolsillo y apuñala a Hitler en la espinilla con ella. Hitler grita como una niña, y luego proceden a golpearlo hasta matarlo. Esto desencadena que la Primera Guerra Mundial ocurra como pasó en la línea de tiempo normal, solo que sin la presencia de Hitler. La República de Weimar inicia tarde y el comienzo de la Segunda Guerra Mundial se retrasa 9 años, comenzando en 1948 en lugar de 1939, y Estados Unidos lanza una bomba atómica sobre Berlín en 1952. La simulación termina con el alunizaje tal como sucedió en la línea de tiempo normal, con Neil Armstrong como el primer hombre en la Luna en 1969.

### Asesinado por un carro tirado por caballos que se desbocó y lleno de salchichas
La simulación comienza exactamente igual que la anterior, con Hitler irrumpiendo por las puertas de la Academia de Bellas Artes. Sin embargo, en esta demostración, Hitler esquiva con éxito a la niña judía que pasa junto a él, solo para ser atropellado inmediatamente por un carro tirado por caballos cuando intenta cruzar la calle. Esto trae como consecuencia, que Viena apruebe una nueva y estricta ley sobre vehículos tirados por caballos, lo que hace que los automóviles sean aceptados más fácilmente. Con el tiempo, Austria se convertiría en la potencia industrial de los automóviles. La Primera Guerra Mundial continúa como de costumbre, pero con los avances tecnológicos que hizo Austria y compartió con sus vecinos, Alemania y sus aliados finalmente ganarían la guerra. Se evita la Gran Depresión. La simulación termina con Alemania aterrizando al primer hombre en la Luna 11 años antes en 1958, con Willy Brandt en el lugar de Neil Armstrong, y con la bandera alemana en el asta en lugar de la bandera estadounidense.

### Muerto por asfixia cuando está encerrado en un bloque de gelatina
La simulación comienza de nuevo de la misma manera que las dos anteriores. Hitler logra esquivar con éxito a la niña nuevamente, quien tiraría de su ropa lejos del camino del carro fuera de control antes de que pudiera golpearlo. Hitler procede a ir a un banco en el parque donde espanta un pájaro, finalmente se sienta en el banco. Comienza a escribir en su libro mientras se ríe como un loco de los pensamientos en su cabeza. El pájaro regresa y tuitea a Hitler, quien procede a espantarlo enojado. Un bloque gigante de gelatina cae repentinamente sobre Hitler, asfixiándolo hasta la muerte. Hitler fue la víctima aleatoria de un arma experimental que está siendo desarrollada por la aristocracia rusa. El arma que encierra gelatina es utilizada por el Zar Nicolás II para acabar con sus enemigos políticos, incluido Vladimir Lenin. La Primera Guerra Mundial comienza cuando el archiduque Fernando es asesinado con el arma, que luego se usa para terminar rápidamente la guerra en 1915. La simulación termina con Rusia como la única superpotencia del mundo. Rusia envía al primer hombre real a la luna, Vladímir Putin, en 1988, 19 años después del alunizaje del Apolo.

### Asesinado por fortificación maratoniana con cuatro prostitutas vienesas
Hitler esquiva a la niña y el carro tirado por caballos y comienza a escribir en su libro. Cuatro prostitutas llaman su atención y rebota vigorosamente hacia ellas, evitando quedar encerrado en el bloque gigante de gelatina en el proceso. Hitler fornifica literalmente hasta la muerte con las cuatro prostitutas, para luego ser arrestadas. Cuando están a punto de ser juzgadas en la corte, saltan de sus bancos y se revelan como viajeros libidinosas de una dimensión paralela muy sexy. Las prostitutas enseñan a los vieneses sus modales sexys. La simulación termina con Janine Lindemulder como la primera mujer en pisar la luna en 1996, 27 años después del alunizaje del Apolo. Los números en la fecha del año comienzan a tener sexo entre ellos.

### Asesinado por un impacto de meteorito en la cabeza
Hitler esquiva a la niña y al carro tirado por caballos. Las cuatro prostitutas llaman su atención y rebota hacia ellas, antes de distraerse con lo que parecen ser láseres que se disparan sobre la hierba. Hitler mira hacia arriba y se horroriza por lo que resulta ser un meteorito impactando directamente en Hitler, aplastándolo. El meteorito fue un precursor de un asteroide masivo que impactaría directamente contra la Tierra, aniquilando a la raza humana, junto con el 93% de todas las especies. Una rata sale de la cuenca del ojo del cráneo de Hitler y procede a escabullirse por la tierra postapocalíptica. La rata encuentra un agujero lleno de luz y se sube a él. La rata pasa por el mismo proceso evolutivo que los humanos, eventualmente evolucionando hacia una civilización de ratas completamente funcional que se ha convertido en una democracia perfecta. Sin embargo, las ratas descubren el nacionalismo, se dividen entre sí y desarrollan armas de destrucción masiva que eventualmente resultarían en la segunda destrucción del mundo, junto con la extinción de las ratas. Eventualmente surgió una civilización de calamares conscientes y pacíficos. Es esta nueva raza de calamares evolucionados la que eventualmente lograría aterrizar en la luna. La simulación termina con Gluugsnergluug como el primer calamar en la Luna en 2973412, casi tres millones de años después del alunizaje del Apolo.

### Asesinado por una paradoja del espacio-tiempo
Hitler esquiva sus cinco posibles muertes anteriores, incluido el impacto del meteorito, que se convirtió en polvo justo antes de que pudiera caer sobre su cabeza. El rayo láser provino de un grupo de nazis que viajaban en el tiempo, que habían venido a salvar a Hitler de otro grupo de antinazis que viajaban en el tiempo, Hitler, asustado, se sienta en un banco mientras los dos grupos se disparan entre sí. De la nada, otro viajero del tiempo aparece detrás de Hitler con un traje mecánico, matando a ambos grupos de nazis y antinazis antes de revelarse como el propio Hitler del futuro. Los dos Hitlers, encantados por la presencia del otro, proceden a acercarse el uno al otro. Sin embargo, al hacerlo, olvidan la primera regla de los viajes en el tiempo: nunca toques a tu doble. Sus acciones provocan una paradoja del espacio-tiempo que da como resultado un ciclo de causalidad que aniquila por completo todo el tiempo y el espacio, matando a todos los seres vivos que alguna vez vivieron, vivieron o vivirán. La simulación termina con una pantalla azul de la muerte que apareciendo súbitamente, antes de que la aplicación Multiversidad se reinicie. Debido a esto la voz guía se disculpa y luego agradece al usuario de la aplicación por usar la aplicación. El episodio termina con el usuario seleccionando una línea de tiempo alternativa diferente donde Abraham Lincoln dispara primero.

## Reparto de Voces
| Personaje                 | Actor/Actriz original Estados Unidos | Actor/Actriz de doblaje Hispanoamérica | Actor/Actriz de doblaje España |
| ------------------------- | ------------------------------------ | -------------------------------------- | ------------------------------ |
| Voz guía de Multiversidad | Rebecca Riedy                        | Adriana Casas                          | Ana Alborg                     |
| Adolf Hitler              | Dieter Jansen                        | -                                      | Pedro Tena                     |

## Símbolos
Al finalizar el intro, se nos presenta una serie de 3 símbolos, siendo: Un corazón (❤), una equis (❌) y una cabeza robótica (🤖); reflejando amor, muerte y robots respectivamente. De ahí los símbolos cambian velozmente, acoplándose a la temática del episodio en cuestión, en cada episodio los símbolos son distintos. En Alternate Histories nos presentan los siguientes símbolos:
- Una equis (❌)
- Una equis (❌)
- Un reloj (🕚)

## Lanzamiento
Alternate Histories se estrenó el 15 de marzo de 2019 en Netflix junto con el resto de episodios que componen el volumen 1.

## Premios y nominaciones
| Año  | Premio        | Categoría                                                                                              | Nominado(s)                                | Resultado | Ref.  |
| ---- | ------------- | --- | ------------------------------------------ | --------- | ----- |
| 2020 | Premios Annie | Premio Annie por logros destacados por editorial en una producción animada de televisión / transmisión | Bo Juhl, Stacy Auckland and Valerian Zamel | Ganadores | [ 1 ] |